# اینگو پورگز
اینگو پورگز (انگلیسی: Ingo Porges؛ زادهٔ ۲۲ اوت ۱۹۳۸) بازیکن فوتبال اهل آلمان است.
از باشگاه‌هایی که در آن بازی کرده‌است می‌توان به باشگاه فوتبال سن پائولی اشاره کرد.
وی همچنین در تیم ملی فوتبال آلمان بازی کرده‌است.